# Nicola Angelini
Nicola Angelini (Bitonto, 8 gennaio 1895 – Bari, 12 novembre 1966) è stato un politico e avvocato italiano.

## Biografia
Esponente pugliese della Democrazia Cristiana. Nel 1948 viene eletto al Senato della Repubblica, dove rimane per quattro Legislature, fino al 1968.